# Under the Sign of the Black Mark
Under the Sign of the Black Mark är det svenska black/viking metal-bandet Bathorys tredje album, utgiven 1987 genom skivbolaget Under One Flag men har sedan 1993 hanterats av Black Mark Production. 
Denna skiva representerar mer sofistikerade black metal-drag än bandets tidigare plattor och skiljer sig mer från texternas ursprungliga satanistiska innehåll. Spår 6, "Enter the Eternal Fire" visar tydliga drag på ett mer episkt sound som senare skulle lägga grunden till soundet på de följande plattorna. 
Albumet har inspirerat artister såsom Varg Vikernes, som skulle komma att lägga grunden till den nya vågen av norsk black metal med nytt sound (hörs i bl.a. Burzum, Immortal och Emperor) och har hyllats som bland de bästa av black metal-album.

## Låtlista
Sida A - Darkness
1. "Nocternal Obeisance" (instrumental) 1:28
2. "Massacre" – 2:39
3. "Woman of Dark Desires" – 4:06
4. "Call from the Grave" – 4:53
5. "Equimanthorn" – 3:42

Sida B - Evil
1. "Enter the Eternal Fire" – 6:57
2. "Chariots of Fire" – 2:47
3. "13 Candles" – 5:17
4. "Of Doom" – 3:45

Bonusspår på 1991-utgåvan
1. "(Outro)" (instrumental) – 0:25

Text och musik: Quorthon

## Medverkande
Musiker (Bathory-medlemmar)
- Quorthon (Thomas Börje Forsberg) – gitarr, sång, basgitarr, keyboard, texter & musik
- Paul Pålle Lundburg (Paul Lundberg) – trummor

Bidragande musiker
- Christer Sandström – basgitarr

Produktion
- Boss (Stig Börje Forsberg) – producent, ljudtekniker, ljudmix
- Quorthon – producent, ljudtekniker, ljudmix, omslagsdesign
- Gunnar Silins – foto
- Leif Ehrnborg – fotomodell